# Tierpark Klosterwald
Koordinaten: 50° 29′ 41,5″ N, 8° 47′ 13,1″ O
Der Tierpark (früher Wildpark) Klosterwald ist ein kleiner Tierpark in Mittelhessen. Er liegt etwa 500 Meter westlich von Kloster Arnsburg an der ehemaligen B 488. Der Park wurde 1968 eröffnet. Die Anlage befindet sich am Rande des Waldgebietes Hardwald Hain. Der ganzjährig (im Winter witterungsabhängig) geöffnete Wildpark hat eine Fläche von 4 Hektar. Auf der Anlage werden etwa 200 Tiere gehalten, überwiegend heimische, aber auch exotische Arten.
Zu den heimischen Wildtieren gehören Damhirsche, Rotwild, Muffelwild, Wildschweine und Luchse, zu den exotischen Lamas, Sikahirsche, Alpakas, Guanakos, Kängurus, Präriehunde und Marderhunde. Auch Haustierrassen wie Ziegen, Schafe, Esel, Hängebauchschweine und Vierhornschafe sind zu sehen. Im Kleintiergehege gibt es Hasen, Meerschweinchen und Kaninchen.
An Vögeln sind Emus, Nandus, Pfaue und Störche vorhanden. In Volieren leben verschiedene Sittich-Arten und Eulen.
Im Eingangsbereich befinden sich verschiedene Kinderreitgeräte und ein Grillplatz. In unmittelbarer Nähe zum Park befindet sich ein Parkplatz und eine gastronomische Einrichtung.
Der Wildpark bietet Tierpatenschaften an.